# Rattus satarae
Rattus satarae is een rat (Rattus) die voorkomt in de West-Ghats en Nilgiriheuvels van Zuidwest-India. Deze soort is nauw verwant aan de zwarte rat (R. rattus) en de Aziatische zwarte rat (R. tanezumi); hij werd in een van beide geplaatst tot Musser & Carleton (2005) hem een aparte soort maakten.
Deze soort heeft 42 chromosomen, net als de Aziatische zwarte rat, maar verschilt daar morfologisch van. De rug is goudbruin, de onderkant wit. De vacht is lang en zacht. De staart is zeer lang. Andere zoogdieren die alleen in de West-Ghats en aangrenzende gebieden voorkomen zijn de knaagdieren Vandeleuria nilagirica en Mus famulus en de baardaap (Macaca silenus).